# Seth Riggs
Seth Riggs es un entrenador vocal estadounidense, fundador de la técnica conocida como Speech Level Singing.
Entre sus estudiantes podemos encontrar a Ray Charles, Josh Groban, Michael Jackson, Daniela Romo, Cristian Castro , Stevie Wonder, Madonna, Prince, Whoopi Goldberg, Michael Bolton, y Dusty Springfield entre muchos otros. 
Seth Riggs es considerado por muchos como el mejor y más exitoso profesor de voz en el mundo. Él es sin duda el más activo. Ningún otro profesor, pasado o presente, ha sido comparable a su trayectoria fenomenal. Sus estudiantes son un verdadero "quién es quién" de los cantantes, actores, bailarines y artistas de todo el mundo. Técnica vocal de Seth Riggs y los métodos que utiliza para enseñar la técnica fueron forjados y templados por las feroces exigencias impuestas a los más eficaces del mundo, que a menudo deben realizar varios programas de una noche - la noche tras noche! Una gran cantidad de dinero está siempre en juego, por lo que las voces de sus clientes debe ser capaz de funcionar con facilidad, sin esfuerzo. No es de extrañar que cada vez que los cantantes llegan a Los Ángeles desde otras partes del mundo, productores, directores y compañeros de actuación los envían a ver este maestro técnico vocal.